# إلينا دان
إلينا دان (بالرومانية: Elena Dan)‏ هي مغنية أوبرا ومغنية رومانية، ولدت في 1967 في أدجوه ‏ في رومانيا، وتوفيت في 1996.